# Malarians
Malarians va ser un grup de ska de Madrid que es va formar el 1986 i es va dissoldre el 2000. Va gravar tres àlbums i va aparèixer en diferents àlbums recopilatoris internacionals. De les seves cendres van sorgir bandes com The Peeping Toms, Dwomo, Los Calaveras o Begoña Bang Matu i l'Orquesta Kingston.

## Història
El grup va començar amb el nom de Ton Ton Macoute, canviant després a Guaqui Taneke, amb el qual van fer-se coneguts en els circuits de música ska i reggae. Amb aquest nom van gravar dos temes per als recopilatoris Rock'n'Moncloa (1989) i Latin Ska Fiesta (1990).
En 1990 van canviar el seu nom a Malarians, inspirat en un metge jamaicà conegut com a doctor Malaria que receptava marihuana als seus pacients. El seu primer àlbum, Guaqui Taneke, es va grava al febrer de 1991 als Q Studios de Leicester sota les comandaments de Rob Nugent com a tècnic i Laurel Aitken com a productor. Aquest darrer va participar cantant a «Nobody talks to you» i «Black pussy ska». El disc es va presentar en una gira per la península Ibèrica acompanyats del mateix Laurel Aitken.
El 1993, després d'un canvi de formació, es va produir una evolució en el so del grup cap a ritmes llatins i soul, sense oblidar en cap moment l'ska com a base. En aquells anys van compartir escenari amb grups com The Skatalites i Radio Bemba Sound System. El 1996 van gravar el seu segon àlbum, Mind the step!, el primer amb la nova formació, repetint estudis i tècnic. Això no obstant, Hostal Caribe, el seu tercer disc, de 1998, va ser el més aclamat per la crítica. El bon so del disc va animar els seus membres a embarcar-se en diferents gires internacionals, tocant amb grups com Toots and the Maytals, Dr. Ring-Ding o The Selecter. L'any 2000, després d'una gira francesa, Malarians va decidir separar-se realitzant els seus tres últims concerts a Tiana, Vilanova i la Geltrú i Palamós.

## Discografia
- Guaqui Taneke (Marathon Records, 1991)
- Mind the step! (Nuevos Medios, 1996)[5]
- Hostal Caribe (Ska Town/Plastic Disc, 1998)[6]